# Бак, Станислав
Станислав Себастьян Бак (англ. Stanisław Sebastian Bac, 30 марта 1887, Казимежа-Велька, Царство Польское (ныне Свентокшиского воеводства, Польши) — 30 мая 1970, Вроцлав) — польский учёный, агрометеоролог, мелиоратор, гидротехник, профессор, доктор Honoris causa Вроцлавского природоведческого университета (1962), действительный член Польской академии наук.

## Биография
В 1910 поступил на факультет водной инженерии Сельскохозяйственной Академии в Дублянах (ныне Львовский национальный аграрный университет).
В рядах австро-венгерской армии участвовал в первой мировой войне. В 1918 — член Главного управления польских войск во время польско-украинской войны и битвы за Львов.
В 1930 окончил прерванное войнами обучение в академии.
В 1945—1950 — профессор Люблинского университета им. Склодовской-Кюри, в 1950—1961 — профессор, заведующий кафедрой мелиорации Высшей Сельскохозяйственной школы во Вроцлаве, в 1951—1954 — декан факультета экологической инженерии и геодезии.
С 1958 — действительный член Польской академии наук.
В 1957—1970 — профессор и до 1960 — руководитель отделения водного хозяйства Научно-исследовательского института лесного хозяйства (Варшава).
Педагог, воспитал ряд докторов наук, многих известных специалистов Польши.

## Награды
- Орден «Знамя Труда» I степени,
- Командорский Крест Ордена Возрождения Польши,
- медаль комиссии народного образования Польши и др.

## Научная деятельность
Проводил исследования в области мелиорации и водного хозяйства. Крупный специалист в области эрозии почв, почвоведения, торфоведения и биоклиматологии.
Автор ряда работ, в том числе, первого польского учебника «Водная мелиорация лесов» (пол. Leśne melioracje wodne) (1962).